# Гонострамаца
Гонострама̀ца (на италиански и на сардински: Gonnostramatza) е село и община в Южна Италия, провинция Ористано, автономен регион и остров Сардиния. Разположено е на 104 m надморска височина. Населението на общината е 939 души (към 2010 г.).